# Begonia fragae
Espèce
Begonia fragae est une espèce de plantes de la famille des Begoniaceae. L'espèce fait partie de la section Astrothrix.
Elle a été décrite en 2012 par Ludovic Jean Charles Kollmann et Ariane Luna Peixoto.
L'épithète spécifique « fragae» rend hommage au collectionneur d'espèces botaniques Claudio Nicoletti Fraga un des six découvreurs de la plante,.